# صنایع تولیدی کروز
شرکت صنایع تولیدی کروز در سال ۱۳۶۱ تأسیس و در مدت زمان ۳۰ سال به بزرگ‌ترین و اصلی‌ترین تأمین‌کننده قطعات در صنعت خودرو ایران تبدیل شد. شرکت صنایع تولیدی کروز در سال ۱۳۹۶ از سوی سازمان مدیریت صنعتی به عنوان پنجاهمین شرکت ایران رتبه‌بندی شد. تا سال ۱۴۰۳ و طبق اعلام رسمی شرکت کروز، نزدیک به ۱۴۰۰۰ نفر نیروی انسانی به‌صورت مستقیم در این شرکت شاغل هستند و هم‌اکنون سهامدار کنترلی شرکت صنایع تولیدی کروز، شرکت توسعه صنایع وینارت است.

## تولیدات
شرکت صنایع تولیدی کروز تولیدکنندهٔ قطعات خودرو مانند دسته فرمان، قطعات برقی، کاتالیست، ضبط خودرو و غیره است و این قطعات در اختیار شرکت‌هایی مانند سایپا، ایران خودرو، پارس خودرو، رنو پارس و بهمن قرار می‌گیرد.

## شرکای تجاری
به نوشته سایت شرکت صنایع تولیدی کروز این شرکت در جهت گسترش تولیدات خود با شرکت‌های کونتیننتال آگ، Systems ,Mand و والئو همکاری دارد.

### تأمین قطعات سایپا و ایران خودرو
شرکت صنایع تولیدی کروز یکی از تأمین‌کنندگان اصلی قطعه در گروه‌های خودروسازی است. میزان اهمیت این شرکت در تأمین قطعات شرکت سایپا تا به این اندازه بوده که به ادعای فارس پس از وقوع آتش‌سوزی سال ۱۳۹۶ تولید برخی خودروها از جمله تیبا و پراید برای چند روز در مجموعهٔ تولید خودرو در کاشان متوقف شد.

## سهامداری در شرکت‌های خودروساز
مدیران شرکت کروز بوسیله شرکت‌های زیرمجموعه خود همچون ویسمن موتور و تدبیر سرمایه آراد از سال ۹۰ شروع به خرید سهام خودروسازان (شرکت بالادستی خود) نموده‌اند تا بتوانند در هیئت‌مدیره خودروسازان حضور داشته باشند. در گزارش تحقیق و تفحص مجلس از صنعت خودرو که در سال ۱۳۹۳ در صحن مجلس قرائت شده چنین آمده است
شرکت صنایع تولیدی کروز با نقض ردیف ۶ از بند ط ماده ۴۵ و مواد ۴۶ و ۴۷ قانون اجرای سیاست‌های کلی اصل ۴۴ قانون اساسی و مصوبه شصت و سومین جلسه شورای رقابت از طریق شرکت‌های تدبیر سرمایه آراد و سپهر ایرانیان کیش در مجموع مالک ۲۶٫۹۲٪ سهام شرکت ایران خودرو و یک عضو در هیئت مدیره شرکت می‌باشد.
مرکز پژوهش‌های مجلس نیز در سال ۱۳۹۰ در گزارشی به خرید سهام ایران خودرو توسط کروز یا دیگر زیرمجموعه‌های خودروسازان اشاره کرد.

#### سهامداری در شرکت گروه بهمن
این شرکت در شهریور ۱۳۹۵ ۶۲ درصد از سهام «گروه بهمن» (یکی از شرکت‌های بخش خصوصی خودروسازی ایران) را خرید.

#### سهامداری در شرکت سپهر کیش ایرانیان
شرکت صنایع تولیدی کروز دارای ۳۱٫۷۵ درصد از سهام شرکت سپهر کیش ایرانیان بوده و شرکت سپهر کیش ایرانیان نیز سهامدار ۱۰٫۶۲ درصد از سهام شرکت ایران خودرو است و به همین دلیل شائبه حضور صنایع تولیدی کروز در هیئت مدیره ایران خودرو همواره وجود داشته است. البته این شرکت همواره معتقد بوده که به این واسطه در هیئت مدیره شرکت بزرگ ایران خودرو حضور ندارد، زیرا شرکت نگار نصر (با ۳۰ درصد سهام) و شرکت تعاونی خاص کارکنان ایران خودرو (با ۳۵٫۷۵ درصد سهام)، دیگر سهامداران شرکت مذکور هستند که هر دو شرکت به عنوان شرکت‌های وابسته و تابعهٔ ایران خودرو بوده و سهام کنترلی شرکت سپهر کیش ایرانیان و اکثریت آرای هیئت‌مدیره شرکت مذکور را در اختیار دارند؛ لذا در ظاهر شرکت صنایع تولیدی کروز از مدار تصمیم‌گیری در این شرکت حذف گردیده است. به نحوی که شرکت صنایع تولیدی کروز حق اعمال رای از طریق شرکت سپهر کیش ایرانیان در مجامع شرکت ایران خودرو را ندارد.

## آتش‌سوزی
در سال ۱۳۹۶ سایت ۲ کروز دچار آتش‌سوزی گسترده‌ای شد که صدها میلیارد تومان بدان خسارت وارد کرد.

## دادگاهی شدن مدیران
در ۲ بهمن ۱۴۰۰ محاکمهٔ شماری از مدیران و کارکنان شرکت کروز به اتهام فعالیت‌های مجرمانه در زمینهٔ قاچاق حرفه‌ای و سازمان‌یافتهٔ قطعات خودرو به میزان ۳۴ هزار میلیارد تومان آغاز شد. مدیران شرکت کروز علاوه بر اتهام سردستگی و رهبری گروه مجرمانه در زمینهٔ قاچاق، به موارد دیگری مثل پرداخت رشوه به کارکنان گمرک، اخلال در توزیع مایحتاج عمومی از طریق گران‌فروشی قطعات خودرو، تحصیل مال از طریق نامشروع و اخلال عمده در نظام اقتصادی کشور متهم شده‌اند.
در نخستین جلسهٔ دادگاه که به ریاست ابوالقاسم صلواتی برگزار شد، نمایندهٔ دادستان اعلام کرد که حسین فریدون از مدیران شرکت کروز میلیاردها تومان رشوه دریافت کرده است. به گفتهٔ نمایندهٔ دادستان «مدیران شرکت کروز برای پیش‌برد کار خود این مبالغ را پرداخت می‌کردند تا مسیرهای کاری آن‌ها از طریق فریدون هموار شود».

## اعتصاب
۲۸ آبان ۱۴۰۱ و در بحبوحه اعتراضات سراسری ایران، کارگران سایت سه شرکت کروز دست از کار کشیدند و در محوطه این کارخانه تجمع اعتراضی برگزار کردند. این کارگران روز پنج‌شنبه، ۲۶ آبان، نیز به نشانه اعتراض تجمع کرده و شعار سر داده بودند. به گزارش اتحادیه آزاد کارگران ایران، از جمله اعتراض این کارگران به «سطح پایین دستمزدها» و «لغو شیفت‌های اضافه‌کاری روز جمعه» است.